# Odmuljavanje kotla
Odmuljavanje kotla ili generatora pare je povremeno izbacivanje napojne vode s dna kotla kako bi se otklonile moguće mehaničke nečistoće. Kotao ili generator pare se nakon toga nadopunjuje demineraliziranom (uključujući otplinjavanje vode) napojnom vodom dobivenom iz sustava obrade vode. Odmuljavanje kotla se uglavnom obavlja potiskom koji stvara vodena para preostala u kotlu. 
Bez obzira kakav se način obrade vode primjenjuje, nužno je povremeno, u određenim razmacima, a ovisno o kakvoći napojne vode, odsoljavati radi ispuštanja muljevitog taloga, suspendiranih čestica željeznog i bakarnog oksida donesenih iz napojnog sustava i otopljenih soli koje se koncentriraju u vodi (ugušćuju) zbog stalnog isparavanja. Na taj se način održava čistoća, odnosno kakvoća vode u dopuštenim granicama unutar generatora pare. 

## Odsoljavanje kotla
Kad napojna voda koja se dodaje u generator pare nije prethodno potpuno demineralizirana i otplinuta, nužno je provesti odgovarajuću unutarnju kemijsku obradu, koja treba da:
- spriječi stvaranje kamenca zbog taloženja spojeva koji čine tvrdoću vode;
- muljevite taloge učini neprianjajućim na metalne površine;
- spriječi pjenjenje unutar parnog bubnja, a time i mogućnost nastajanja uvjeta za odnošenje kapljica;
- spriječi unutarnju koroziju zbog djelovanja otopljenih plinova u vodi.

Kemikalije koje se obično koriste za kemijsku obradu vode unutar generatora pare su natrijeva lužina i različiti oblici natrijevog fosfata (natrijev dihidrogenfosfat, natrijev hidrogenfosfat i natrijev fosfat). One imaju svojstvo da vezu nepoželjne kalcijeve i magnezijeve soli koje čine tvrdoću vode, sprječavajući tako njihovo taloženje na ogrjevne površine, a novonastali spojevi se pri prekomjernom porastu koncentracije odstranjuju postupkom stalnog ili povremenog odsoljavanja. Kad se za napajanje generatora pare upotrebljava voda loše kvalitete, primjena natrijevog fosfata za unutarnju kemijsku obradu može također uzrokovati teškoće zbog stvaranja tvrdih naslaga fosfata. Tada je bolja obrada bez fosfata, odnosno kombinacija takozvane alkalne obrade s poliakrilatima.